# قطعنامه ۱۰۱ شورای امنیت
قطعنامه ۱۰۱ شورای امنیت سازمان ملل متحد که در تاریخ ۲۴ نوامبر ۱۹۵۳ تصویب شد، سندی بین‌المللی دربارهٔ مسئلهٔ فلسطین است. این قطعنامه طی نشست ۶۴۲ام با ۹ موافق، ۰ مخالف و ۲ ممتنع تصویب شد.